# Knesselare
Knesselare är en kommun i Belgien.   Den ligger i provinsen Östflandern och regionen Flandern, i den nordvästra delen av landet, 70 km nordväst om huvudstaden Bryssel. Antalet invånare är 8 178. Arean är 37 kvadratkilometer.
Terrängen i Knesselare är mycket platt.
Omgivningarna runt Knesselare är en mosaik av jordbruksmark och naturlig växtlighet. Runt Knesselare är det ganska tätbefolkat, med 207 invånare per kvadratkilometer.